# محمد جانجوس
محمد جانجوس (انگلیسی: Mehmed Janjoš؛ زادهٔ ۵ اوت ۱۹۵۷) بازیکن سابق فوتبال و مربی کنونی فوتبال اهل بوسنی و هرزگوین است که در پست کمک مربی تیم ملی بوسنی و هرزگوین روی نیمکت است.